# Kidd (Schiff, 1943)
Die Kidd, auch USS Kidd (Kennung: DD-661), ist ein Zerstörer der Fletcher-Klasse, welcher im Zweiten Weltkrieg und im Koreakrieg im Einsatz für die US-Navy war.

## Einsatz
Nach ihren Testfahrten im Atlantik wurde USS Kidd (DD-661) am 23. April 1943 offiziell in den Dienst der US-Navy übernommen. Ihr erster Einsatzort war in der Karibik als Begleitschutz für größere Kriegsschiffe. Ab  August 1943 wurde sie in den Pazifik abkommandiert und lief am 17. September 1943 in Pearl Harbor ein. Am 20. November 1943 traf sie südlich von Rabaul, Papua-Neuguinea auf die japanische Kriegsflotte. Nach mehreren erfolgreichen Einsätzen wurde der  USS Kidd der Silver Star verliehen.  Nach dem Zweiten Weltkrieg wurde die  USS Kidd ab dem 20. April 1953 in Long Beach, Kalifornien stationiert. Nach der Außerdienststellung am 19. Dezember 1966 wurde sie für den Patrouillierendienst an der Küste Koreas noch einmal reaktiviert. Ihrer aktiven Einsatz für die Marine beendete die USS Kidd im Jahr 1974.

## Verbleib
Kidd wurde 1982 von Philadelphia nach Baton Rouge geschleppt, wo sie am 23. Mai 1982 ankam und als Museumsschiff an die Louisiana War Memorial Commission übergeben wurde. Da die Kidd während ihrer Dienstzeit nie umfangreich modernisiert wurde, gilt sie als der einzige im Originalzustand befindliche Zerstörer der Fletcher-Klasse.
Am 25. April 2024 wurde die Kidd zu Reparaturarbeiten nach Houma geschleppt. Die Reparaturen sollen im Mai 2025 abgeschlossen sein.